# Ева Исанта
Ева Исанта е испанска актриса, известна на българските зрители от испанските комедийни сериали „Щурите съседи“ и „Новите съседи“.

## Биография и творчество
Ева Исанта е родена на 19 юни 1971 г. в Сеута, Испания. Като много малка родителите и се преместват в град Хетафе в Мадрид. Приключва обучението си в колеж в Хетафе. Първите и стъпки в света на актьорството е като аматьор на 15 години в компанията в Хетафе Penthouse Theater под ръководството на Еузебио Луна. След като получава награда в конкурс, тя решава, че иска да учи драма. С нейната решителност, тя комбинира проучвания на изображения и звук в изкуството. Официалният дебют на актрисата, се състои на 31 октомври 1990 г. в Сервантес и Мадрид в предградието Алкала де Енарес. Партнира си с Луис Мерло, който е играл Дон Жуан. През 1991 г. и в продължение на повече от година Ева Исанта влеза в кожата на Сара, една от главните герои на пиесата 321, 322 на Ана Диосдадо. Ева много често играе заедно с Луис Мерло. През 2005 г. е номинирана за "Най-добра актриса в „Щурите съседи“. Снима се и в киното, и в театъра.

## Филмография
| Година      | Сериал                           | Роля               |
| ----------- | -------------------------------- | ------------------ |
| 1992 – 1994 | „Farmacia de guardia“            | Исабел Сегура      |
| 1994        | „Villa Rosaura“                  | Лолита             |
| 2000        | „Хасинто Дуранте – представител“ | Мария              |
| 2004 – 2006 | „Щурите съседи“                  | Беатрис „Беа“      |
| 2007 – ¿?   | „Новите съседи“                  | [[[Майте Фигероа]] |